# Нельсон (зрази)
Зрази «Нельсон», зрази а-ля Нельсон, зрази по-нельсонськи (пол. zrazy à la Nelson) — м'ясна страва в польській кухні з натуральної або рубаної яловичини з грибами, набула поширення також у російській дореволюційній кухні. Страва має ім'я британського флотоводця Гораціо Нельсона.
У російській дореволюційній кулінарній літературі простежується два основні рецепти приготування зразу а-ля Нельсон. В. Завадська у своїй праці «Литовська кухарка» пропонує тушковану страву: у першому рецепті в каструлю закладають шарами оброблену на відбивні яловичу вирізку, обсмажену ріпчасту цибулю, тертий хліб і відварені сушені гриби. Цю страву гарнірують смаженою картоплею. В іншому рецепті з рубаного м'яса формують м'ясний рулет з начинкою з тих же грибів з цибулею і тушкують в каструлі. Олександрова-Ігнатьєва слідує першому рецепту В. Завадської, але рекомендує м'ясо попередньо обсмажити на вершковому маслі і подавати під сметанним соусом. О. І. Молоховець та П. Ф. Симоненко наводять рецепти рулетів із рубаного м'яса з грибною начинкою. У «Кухарському мистецтві» П. М. Зеленка тушковані зрази «Нельсон» запікають у духовці і сервірують у порційних сотейниках або горщиках. У них закладають зрази з дрібно нарізаного, відбитого качалкою та обсмаженого на вершковому маслі м'яса з обсмаженою цибулею, нарізаними печерицями та картоплею. Натуральні «зрази по-нельсонськи» з видання «Польська кухня» 1966 року після обсмажування доводять до готовності в духовці, виклавши в каструлю пошарово з грибами, цибулею та картоплею та заливши сметаною.
«Нельсонівські зрази» згадуються на перших сторінках роману Болеслава Пруса «Лялька»: головний герой Вокульський під час перебування половим подавав їх до пива.